# Терещенко Наталія
Ната́лія Тере́щенко (* 1976) — українська біатлоністка.

## З життєпису
Народилась 1976 року в місті Київ. Почала брати участь у змаганнях з біатлону 1992 року і дебютувала на початку сезону 1999/2000. В Гохфільцені виступала у своїй першій гонці — в особистому заліку і не тільки набрала перші очки (посіла 10-ту сходинку), але й досягла найкращого результату на Кубку світу. У гонці-переслідуванні була 13-ю, досягнувши свого третього найкращого результату.
На наступних змаганнях Кубка світу в Поклюці із Оленою Зубриловою, Оленою Петровою та Тетяною Водоп'яновою здобули друге місце в естафеті. У загальному рейтингу сезону фінішувала на 36-му місці.
У наступних двох сезонах ще досягла кількох результатів у перегонах за балами, але вони ставали менш частими. Першою великою подією став Чемпіонат світу з біатлону 2000 року, де Терешенко була 17-ю в особистому заліку, а разом з Оксаною Гловою, Тетяною Рудь та Олесею Шаргавіною — восьмою в сезоні. Трохи пізніше виступила в Голменколлені на чемпіонаті світу з біатлону у одиночному розряді, який вона закінчила 12-ю. Також на чемпіонаті світу стартувала в Поклюці 2001 року лише в одиночному розряді і фінішувала 54-ю. На початку сезону 2001/2002 відмовилася від своєї останньої гонки на Кубку світу.